# 맥시멈 브레이크

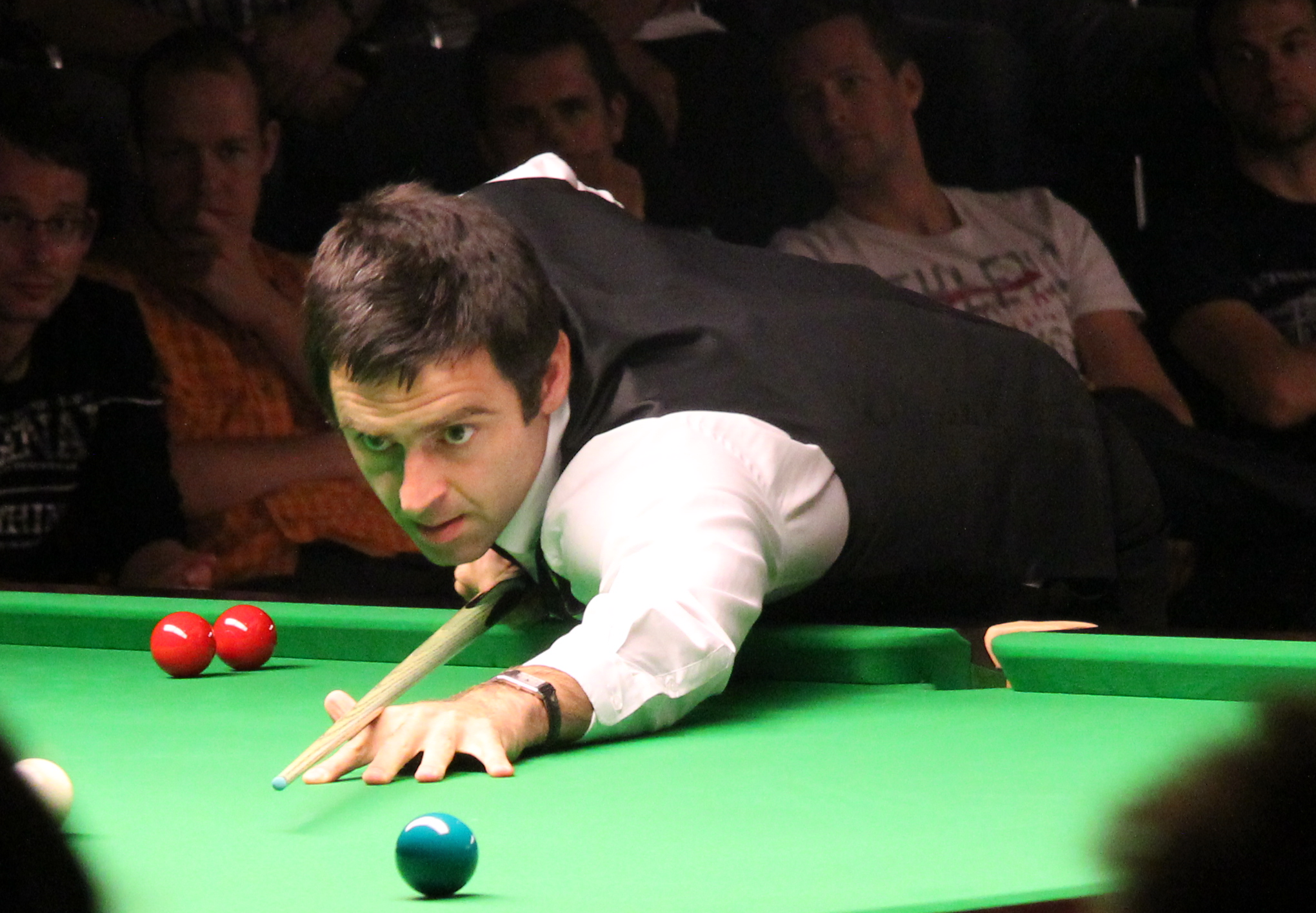
로니 오 설리반

맥시멈 브레이크(영어: maximum break, maximum, 147, one-four-seven)는 스누커에서 총점인 147점을 얻는 경우를 의미한다.
플레이어는 120점을 위해 15개의 빨간색과 15개의 검정색을 포팅하여 최대 브레이크를 쌓고 추가 27점을 위해 6개의 색상을 모두 포팅한다. 최대 브레이크를 기록하는 것은 스누커 게임에서 매우 중요한 성취로 간주되며 다트의 9다트 피니시나 10핀 볼링의 300 게임에 비유될 수 있다.
조 데이비스(Joe Davis)는 1955년 런던에서 열린 전시 경기에서 처음으로 공식적으로 인정된 맥시멈 브레이크를 기록했다. 1982년 1월 클래식에서 스티브 데이비스(Steve Davis)는 프로 경기에서 처음으로 공인된 최고 기록을 달성했으며, 이는 TV 경기에서도 처음이었다. 이듬해 클리프 토번(Cliff Thorburn)은 월드 스누커 챔피언십에서 최대 기록을 세운 최초의 선수가 되었다. 2023년 기준으로 로니 오설리반(Ronnie O'Sullivan)은 15개로 프로 대회에서 가장 많은 최대 브레이크 기록을 보유하고 있다. 그는 또한 1997년 월드 챔피언십에서 달성한 5분 8초로 가장 빠른 경쟁 최대 브레이크 기록을 보유하고 있다.
전문 스누커에서 최대 휴식 시간이 더 자주 발생했다. 1980년대 프로 경기에서 인정된 최고 기록은 8건에 불과했지만 1990년대에는 26건, 2000년대에는 35건, 2010년대에는 86건이 발생했다. 1980년대와 1990년대에 일부 플레이어는 최대 돌파에 대해 £147,000를 받았지만 최대 횟수가 증가함에 따라 보상이 £5,000에서 시작하는 롤링 상금 포트로 변경되어 플레이어 사이에 불만이 발생했다. 2019-20 스누커 시즌 동안 월드 스누커 투어 회장 배리 헤른(Barry Hearn)은 롤링 상금을 조건부 £100만 보너스로 대체했다. 최대 20개는 달성되지 않았다. 그 후, 일부 이벤트는 여전히 147개에 대해 별도의 보너스를 제공하지만 최대를 달성한 플레이어는 토너먼트 최고 브레이크 상금을 얻거나 공유하게 된다.

## 같이 보기
- 퍼펙트 게임 (볼링)
- 퍼펙트 게임